# Jean de Coras
Jean de Coras  (* 3. Dezember 1512 in Réalmont (Département Tarn); † 4. Oktober 1572 in Toulouse) war ein französischer Jurist und Hochschullehrer in Toulouse. Er starb als Opfer der Ausschreitungen um die Bartholomäusnacht in Toulouse. De Coras nahm an der Betrachtung des Falls "Martin Guerre" teil.

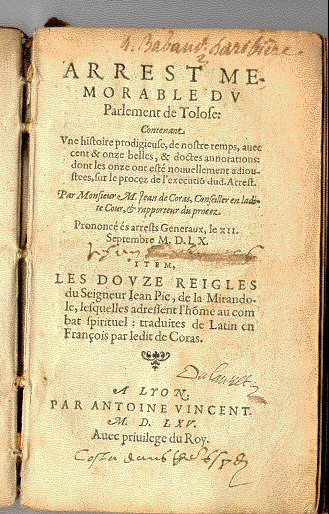
Frontispice aus dem Arresto Memorable (1560).

## Leben und Wirken
Geboren wurde de Coras in Réalmont als Sohn eines Advokaten am Parlement in Toulouse, avocat au Parlement de Toulouse. Der Name seiner Mutter lautete Jeanne de Termes. Er studierte Rechtswissenschaften in Toulouse, Cahors, Orléans, Paris und Padua und promovierte in Siena im Jahr 1535. Unter seinen Lehrern fanden sich Franciscus Curtis der Jüngere († 1495) und Marianus Socinus der Jüngere (1482–1556). Nach seiner Promotion 1535 in Padua bei Filippo Decio (1454–1535) lehrte er Rechtswissenschaften ab dem Jahre 1536 an der Universität von Toulouse, es folgten Valence im Jahre 1545 und in Ferrara 1550, wo man in ihm einen der beliebtesten Professoren seiner der Zeit sah.
Im Jahre 1552 wurde De Coras Mitglied des Parlement von Toulouse und nahm an der berühmten Studie zu Martin Guerre teil,  er schrieb hierzu Arrest Memorable du Parlement de tolose (1560). Später im Jahre 1562, nachdem er zum Protestantismus konvertiert war, scheiterte er bei dem Versuch, die Stadt Toulouse für die Calvinisten zu öffnen. Er beteiligte sich hierzu an dem Aufstand der Hugenotten in der Stadt an der Garonne. Die Rebellion misslang und de Coras musste nach Navarra fliehen, dort übernahm er die Aufgaben eines Kanzlers des Königreichs von Navarra, chancelier du royaume de Navarre. Später um 1563 kehrte er nach Toulouse zurück. Heinrich II. ernannte ihn zum Parlamentsrat in Toulouse. Er war aber 1566 wieder gezwungen die Stadt wieder zu verlassen und lebte hieraufhin zeitweise in La Rochelle.
De Coras war zweimal verheiratet; seine erste Ehefrau war Catherine Boysonné, Tochter eines Tolouser Kaufmanns. Gemeinsam hatten sie zwei Kinder, die Tochter Jeanne und den Sohn Jacques. Nach dem Tod seiner Ehefraum um 1552/1553 heiratete  er später erneut. Der Name seiner zweiten Ehefrau war Jacquette de Bussi, eine Cousine De Coras'.
De Coras unterstützte die Hugenotten bei den protestantischen Unruhen, die in den Ersten Hugenottenkrieg gipfelten. Durch das Einwirken von Louis I. de Bourbon, prince de Condé wurde de Coras im Jahre 1568 inhaftiert und im Jahre 1572 im Gefängnis, nach dem Massaker in der Bartholomäusnacht, ermordet.

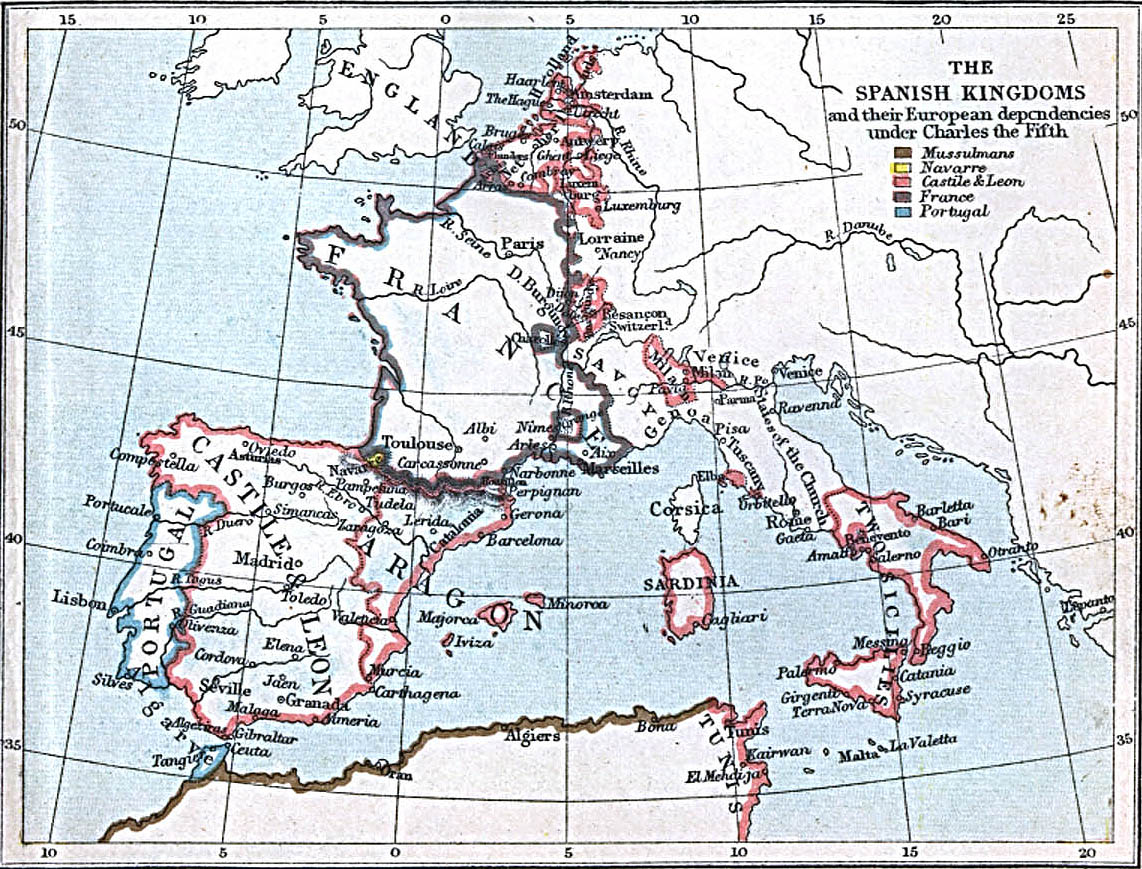
Herrschaftsgebiete im Westen und Südwesten Europas unter Carlos I. von Spanien und Heinrich II. von Frankreich um 1519–1556; einschließlich des Königreich Navarra, in gelber Farbe unterlegt

## Werke
- Altercacion en forme de dialogue, de l’empereur Adrian, & du philosophe Epictète, contenant soixante et treze quéstions, & autant de réponses. rendu de latin en françois, par monsieur maître Jean de Coras, docteur és droits, & conseiller du roi, au parlem. 1558.
- Arrest memorable du parlement de Tolose : contenant, une histoire prodigieuse, de nostre temps, avec cent & onze belles, & doctes annotations... Par Monsieur M. Jean de Coras, conseiller en la dite cour & rapporteur du procez. Prononcé és arrests generaux. 1560.
- Arrestum sive Placitum parlamenti Tholosani, continens historiam (in casu matrimoniali) admodum memorabilem, adeoque prodigiosam : una cum centum elegantissimis atque doctissimis annotationibus clarissimi j.c. Dn.Joan. Corasii, consiliarii Regii, & illius.
- Tolosatis jurisconsulti In titul. C. de impuberum, ad amplissimum virum Joannem Bertrandum praesidem parisiensem commentarii. Quae in hoc volumine continentur sequens pagella indicat. Ad lectorem.
- Petit discours des parties et office d’un bon et entier juge. De l’arrest memorable du Parlement de Tolose, contenant une histoire prodigieuse. De l’edict des mariages clandestins. Des douze reigles de Jean Pic de la Mirandole. Le tout ou dressé, ou enric.
- Des Mariages clandestinement et irreveremment contactes par les enfans de famille au deceu ou contre le gré, vouloir et consentement de leurs Peres et Meres, petit discours... A trêcretien...prince Henri deuxieme...Roy de France. Pierre du Puis, Toulouse 1557.